# Константин (Моралис)
Митрополи́т Константи́н (англ. Metropolitan Constantine, греч. Μητροπολίτης Κωνσταντίνος Μώραλης; род. 30 октября 1966, Балтимор, Мэриленд) — архиерей Константинопольской православной церкви, митрополит Денверский (с 2024).

## Биография
Родился в 1966 году в Балтиморе, штат Мэриленд, в семье Петра Моралиса (родился в Афинах, в семье греческих беженцев из Малой Азии) и его супруги Сары (родилась в Мобиле, штат Алабама, в семье выходцев с Патмоса и Египта). Константин был младшим из троих детей, был крещён в греческом православном соборе Благовещения в Балтиморе.
С девятилетнего возраста начал служить в алтаре у священника Константина Мониоса, посещал местные школы в регионе, а в 1988 году начал обучение в Греческом колледже и в 1994 году окончил его.
В 1996 году митрополитом Нью-Джерсийским Силой (Коскинасом) он был хиротонисан во диакона, а потом во пресвитера. В 2000 году архиепископом Американским Димитрием (Тракателлисом) благословлён на духовничество, а в 2002 году им же возведён в достоинство архимандрита и назначен настоятелем Благовещенского собора в Балтиморе. Им были учреждены ряд программ для молодёжи, а также создан приходской центр для престарелых.
12 октября 2020 года Священным синодом Американской архиепископии был назначен канцлером Нью-Джерсийской митрополии, но через несколько месяцев он был заменен и вернулся на свою прежнюю должность в Балтиморе.
22 июля 2022 года Священный синод Константинопольского патриархата утвердил избрание архимандрита Константина для рукоположения в сан епископа Сасимского, викария Денверской митрополии.
15 октября 2022 года в Свято-Троицком соборе в Нью-Йорке состоялась его архиерейская хиротония, которую совершили: архиепископ Американский Елпидифор (Ламбриниадис), митрополит Бостонский Мефодий (Турнас), митрополит Питтсбургский Савва (Зембиллас), митрополит Чикагский Нафанаил (Симеонидис), епископ Эвкарпийский Иерофей (Захарис), епископ Зелонский Севастиан (Скордаллос), епископ Мидийский Апостол (Куфаллакис), епископ Амисский Иоаким (Коцонис), епископ Назианзский Афинагор (Зилиаскопулос).
17 мая 2024 года решением Священного синода Константинопольского патриархата избран митрополитом Денверским.